# Christian Dons Christensen
Christian Dons Christensen (født 10. februar 1969) er uddannet i statskundskab og siden februar 2017 departementschef i Kirkeministeriet.
 Fra 2015 var han Danmarks ambassadør i Ukraine, Georgien og Armenien med bopæl i Kiev.
Han blev 26. maj 2024 ridder af Dannebrog.